# Bryum sahyadrense
Bryum sahyadrense là một loài rêu trong họ Bryaceae. Loài này được Cardot & Dixon mô tả khoa học đầu tiên năm 1911.